# Carbon oxysulfide
Carbon oxysulfide, hay carbonyl sulfide, là hợp chất vô cơ có công thức phân tử là OCS, hoặc COS. Nó là một chất khí không màu, dễ cháy, có mùi khó chịu. Nó là một phân tử mạch thẳng bao gồm một nhóm carbonyl liên kết với một nguyên tử lưu huỳnh bằng liên kết đôi. Carbon oxysulfide có thể được coi là chất trung gian giữa carbon dioxide và carbon disulfide, cả hai đều có cùng hoá trị với nó. Carbon oxysulfide phân hủy trong điều kiện có độ ẩm và base thành carbon dioxide và hydro sulfide. Hợp chất này được sử dùng làm chất xúc tác trong sự hình thành các peptit từ các acid amin. Phát hiện này là một phần mở rộng của thí nghiệm Miller-Urey và người ta cho rằng carbon oxysulfide đóng một vai trò quan trọng trong nguồn gốc của sự sống.